# Sultane
Sultane (as-Sultan) é uma cidade na Líbia situado no distrito de Sirte.